# Диоп, Бубакар Борис
Бубакар Борис Диоп (фр. Boubacar Boris Diop, 1946, Дакар) — сенегальский писатель, журналист и сценарист.

## Биография
Преподавал литературу и философию в вузах Сенегала. Работает как журналист в сенегальской прессе, изданиях Франции и Швейцарии.

## Сочинения

### Романы
- Времена Таманго / Le Temps de Tamango, Paris, L’Harmattan, 1981, coll. Encres noires. Réédition: Paris, Le Serpent à Plumes, 2002, coll. Motifs (Prix du bureau sénégalais du droit d’auteur)
- Барабаны памяти / Les Tambours de la mémoire, Paris, L’Harmattan, 1991, coll. Encres noires (Большая литературная премия республики Сенегал)
- Les Traces de la meute, Paris, L’Harmattan, 1993, coll. Encres noires
- Le Cavalier et son ombre, Paris, Stock, 1997 (премия Тропики)
- Мурамби, книга костей / Murambi, le livre des ossements, Paris, Stock, 2000. Réédition enrichie d’une postface de l’auteur: Paris, Zulma, 2011 (на книжной ярмарке 2000 года в Хараре этот роман о геноциде в Руанде был включен в список 100 лучших африканских книг XX века; лег в основу основой балета «Fagaala»[2])
- Doomi Golo, Papyrus, Dakar, 2003 (на языке волоф)
- L’impossible innocence, Paris, Éditions Philippe Rey, 2004
- Kaveena, Paris, Editions Philippe Rey, 2006
- Мартышкины дети / Les petits de la guenon, Paris, Editions Philippe Rey, 2009 (авторизованный перевод романа «Doomi Golo»)
- Bàmmeelu Kocc Barma[3], éditions EJO, Dakar, 2017 (на языке волоф)
- Un tombeau pour Kinne Gaajo, Éditions Philippe Rey, 2024 (авторизованный перевод романа «Bàmmeelu Kocc Barma») ISBN 978-2-38482-069-6

## Пьесы
- Thiaroye, terre rouge, Paris, Éditions L’Harmattan, 1990
- Leena, либретто оперы (пост. в Национальной опере Бордо в 2011)

## Эссе
- Négrophobie, avec Odile Tobner et François-Xavier Verschave, Les arènes, 2005
- L’Afrique au-delà du miroir, Éditions Philipe Rey, Paris, 2007

## Признание
- Большая литературная премия черной Африки (1998).